# Henry Bordeaux
Henry Bordeaux, född 25 januari 1870 och död 29 mars 1963, var en fransk författare.
Bordeaux studerade i Paris, och tjänstgjorde därefter som advokat i Paris och i födelsestaden Thonon. Han deltog med utmärkelse i första världskriget, och invaldes 1919 i Franska akademin. Bordeux debuterade som konst- och litteraturkritiker, bland annat i tidskrifterna Le salons de Paris 1893-94 och Ames modernes (1904), men övergick snart till att bli en synnerligen flitig roman- och novellförfattare. De flesta av hans verk är moraliserande familjeromaner med handlingen förlagd till Savoyen, Bordeaux egen hemtrakt. Bordoux påverkades Paul Bourget och var en typisk traditionalistisk författare. Släktkänsla, fosterlandskärlek och religioitet är viktiga grundstenar i hans världsbild. Bland hans verk märks Le pays natal (1900), Le peur de vivre (1902, svensk översättning Utan mod, 1903), Les Roquevillard (1906), La neige sur les pas (1910, svensk översättning Livets strid, 1911), Vie héroïque de Guynemer (om flygarässet Georges Guynemer), Ménages d'après-guerre (1921), samt Le Barrage (1927).
Bordeux har även skrivit essayer i skilda ämnen och en reseskildring från Sverige, Châteaux en Suède (1928).